# René Pottier
René Edouard Pottier, född den 5 juni 1879 i Moret-sur-Loing, död den 25 januari 1907 i Levallois-Perret, var en fransk landsvägscyklist som blev professionell 1905. 1906 vann han Tour de France, genom  att vinna fem etapper och inte bli sämre än femma på någon av de åtta övriga. Samma år vann han därtill Bol d'Or och kom trea i Paris–Roubaix. Året före hade han blivit tvåa i både Bordeaux–Paris och Paris–Roubaix.
I januari 1907 tog Pottier sitt liv utan känt skäl.